# Jüdischer Friedhof (Schüttorf)
Der Jüdische Friedhof Schüttorf befindet sich in der Stadt Schüttorf im Landkreis Grafschaft Bentheim in Niedersachsen. Als jüdischer Friedhof ist er ein Baudenkmal. Auf dem 1370 m² großen  Friedhof an der Samernschen Straße sind 19 Grabsteine erhalten.

## Geschichte
Der Friedhof wurde wahrscheinlich schon im 17. Jahrhundert angelegt, er wurde bis zum Jahr 1936 belegt. Der älteste Grabstein stammt aus dem Jahr 1813, der jüngste aus dem Jahr 1936.